# 周章 (吳國)

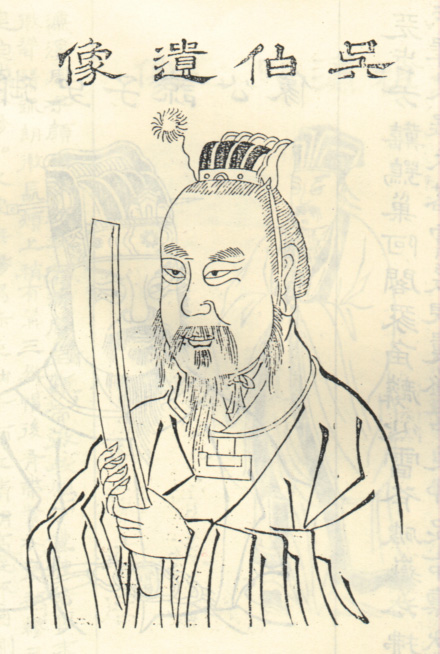
周章像

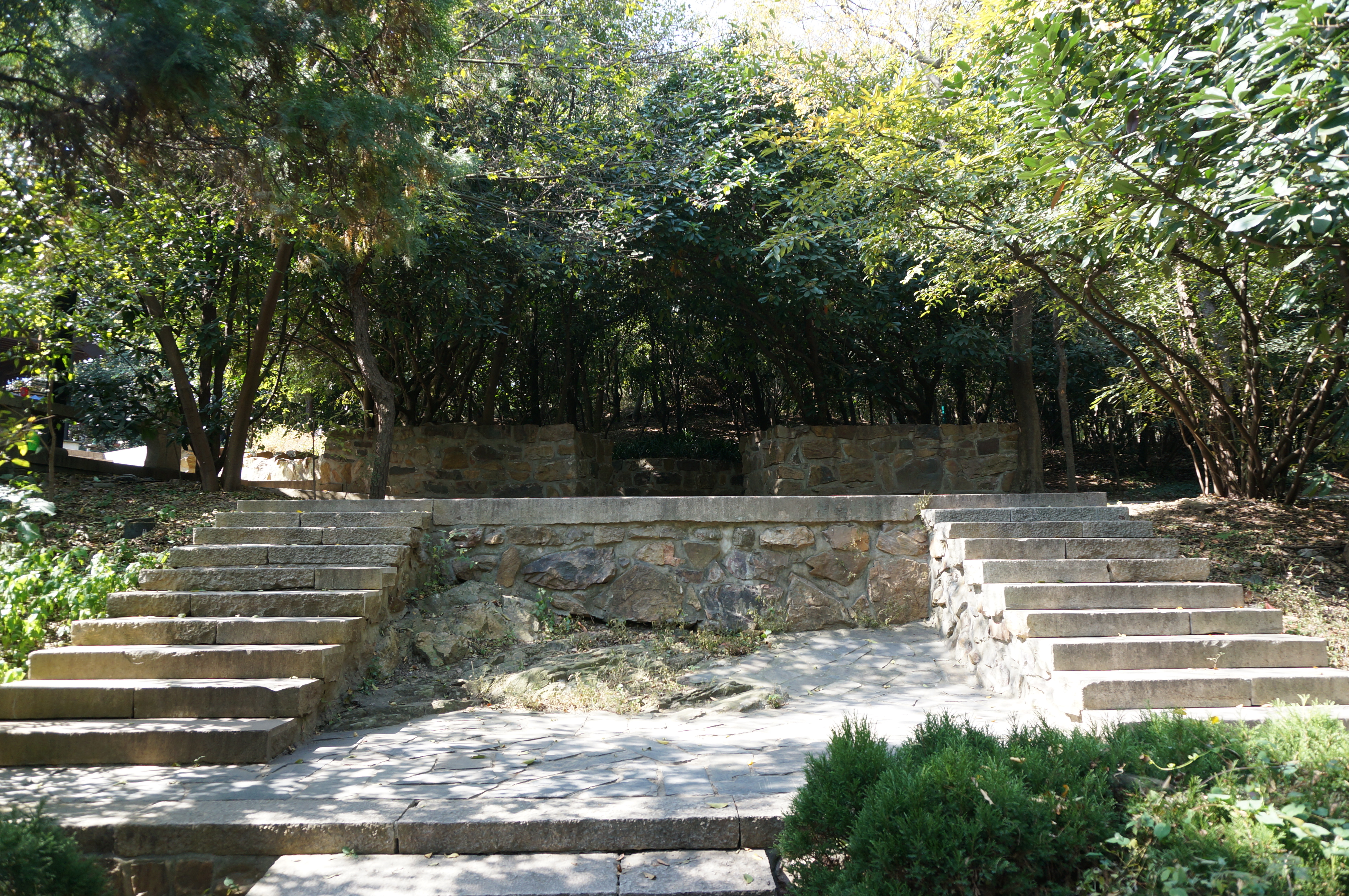
周章墓，位于常熟虞山

周章（？—？），是西周初期吳國的君主之一，為句吴第五任君主，承襲父亲叔达擔任句吴君主。武王克殷后，周武王寻找伯祖父太伯、仲雍的后代，打算敕以封賜，知道周章已经在吴为君，就封他做吴国的国君，而封周章的弟弟虞仲为虞国的国君，建邑夏虚。周章死后儿子熊遂继位。
| 前任： 叔達 | 吴国君主 | 繼任： 熊遂 |